# Weidong (köping i Kina)
Weidong (kinesiska: 卫东, 卫东镇) är en köping i Kina. Den ligger i den autonoma regionen Inre Mongoliet, i den norra delen av landet, omkring 1 000 kilometer nordost om regionhuvudstaden Hohhot.
Genomsnittlig årsnederbörd är 605 millimeter. Den regnigaste månaden är juli, med i genomsnitt 204 mm nederbörd, och den torraste är januari, med 4 mm nederbörd.